# Bugha il Vecchio
Bughā al-Kabīr (Bughā il Vecchio) (in arabo ﺑﻐﺎ ﺍﻟﻜﺒﻴﺮ‎?), noto anche come Bughā al-Turkī (Bughā il Turco) (770 – 862) è stato un generale turco che servì il Califfato abbaside nel corso del IX secolo.
Era di origine turca e fu acquistato nell'819-20 come schiavo destinato al servizio militare (ghulām), assieme ai suoi figli, da al-Mu'tasim, fratello del Califfo al-Maʾmūn e più tardi suo successore.
Viene ricordato per la prima volta nell'825, e ancora nell'835, quando comandò i rinforzi inviati da Baghdad per sconfiggere i ribelli khurramiti (o "khurramdiniti") di Babak Khorramdin. Bughā partecipò anche alla Campagna di Amorio guidata da al-Mu'tasim nell'838, dove gli fu affidato il comando della retroguardia. Più tardi servì come hajib del Califfo al-Mu'tasim. Nell'844-45, represse la rivolta delle tribù beduine dell'Arabia centrale.
In seguito rivestì un ruolo importante nello stroncare la rivolta armena dell'850–55, dopo che nell'852 ebbe ricevuto il comando delle operazioni dal Califfo al-Mutawakkil. Partendo dalla sua base a Diyarbakır, si concentrò dapprima sulla parte meridionale dell'Armenia, cioè le regioni del Vaspurakan e del Lago di Van, prima di muoversi verso settentrione su Dvin, l'Iberia e l'Albania. Nel corso di queste operazioni militari, sconfisse pure il rinnegato Emiro di Tiflis, Ishaq ibn Isma'il, e mise a sacco e incendiò Tiflis. Verso la fine dell'853, aveva soggiogato l'intera regione e messo in catene molti magnati caucasici (gli eristavi e gli naxarar), inviandoli nella nuova capitale abbaside di Samarra.
Bughā fu quindi spedito alla frontiera (thughūr) con l'Impero bizantino nell'857-58, e si distinse per bravura, rimanendo lì per qualche anno. Era quindi assente a Samarra al tempo dell'omicidio di al-Mutawwakil, ma tornò subito in città non appena gli pervenne la notizia di quanto era accaduto. A seguito della morte del successore di al-Mutawwakil, il parricida al-Muntasir, pochi mesi più tardi, Bughā e altri comandanti turchi dell'esercito scelòsero come successore al-Musta'in (si veda Anarchia di Samarra"). Bughā morì pochi mesi dopo, nell'agosto dell'862, si dice all'età di "oltre 90 anni lunari". Suo figlio Mūsā e i figli di costui, parteciparono da protagonisti alle successive vicende.